# Hans-Willy Hohn
Hans-Willy Hohn (* 29. Januar 1953 in Bonn) ist ein deutscher Soziologe.

## Leben
Hohn erlangte 1973 sein Abitur am Bonner Nicolaus-Cusanus-Gymnasium. Anschließend studierte er Volkswirtschaftslehre und Soziologie an der Universität Bonn, von 1975 bis 1980 dann Soziologie an der Universität Bielefeld, wo er von 1977 bis 1980 Mitglied der Projektgruppe Arbeitsmarktpolitik bei Claus Offe war. 1980 absolvierte er seine Diplomprüfung an der Universität Bielefeld.
Von 1980 bis 1985 war er anschließend Wissenschaftlicher Mitarbeiter am Wissenschaftszentrum Berlin bei Fritz Scharpf. 1985 promovierte an wiederum an der Universität Bielefeld. Danach war er kurzzeitig Assistent am Lehrstuhl für Soziologie der Universität Münster, 1987 wechselte er an das Max-Planck-Institut für Gesellschaftsforschung in Köln. 1997 habilitierte er sich an der Universität Bielefeld. 1999 vertrat er den C4-Lehrstuhl für Soziologie an der Universität Trier. Im Jahr 2002 wechselte er an das Forschungsinstitut für Öffentliche Verwaltung der Deutschen Hochschule für Verwaltungswissenschaften in Speyer.
Hohn verfasste zahlreiche Aufsätze und mehrere Monografien vor allem zu Fragen der Forschungspolitik und der Arbeitsmarktpolitik.

## Monografien (Auswahl)
- Kognitive Strukturen und Steuerungsprobleme der Forschung : Kernphysik und Informatik im Vergleich, Frankfurt/Main, New York: Campus-Verlag 1998, Schriften aus dem Max-Planck-Institut für Gesellschaftsforschung Köln, Band 36, zugleich Universität Bielefeld, Habilitations-Schrift 1997, ISBN 3-593-36102-7.
- (gemeinsam mit Uwe Schimank): Konflikte und Gleichgewichte im Forschungssystem : Akteurkonstellationen und Entwicklungspfade in der staatlich finanzierten ausseruniversitären Forschung, Frankfurt/Main, New York: Campus-Verlag 1990, (Schriften aus dem Max-Planck-Institut für Gesellschaftsforschung, Band 7), ISBN 3-593-34277-4.
- Von der Einheitsgewerkschaft zum Betriebssyndikalismus : soziale Schliessung im dualen System der Interessenvertretung, Berlin (West): Edition Sigma 1988, zugleich Universität Bielefeld Dissertation 1985, ISBN 3-924859-47-7.
- Die Zerstörung der Zeit : wie aus einem göttlichen Gut eine Handelsware wurde, Frankfurt am Main: Fischer-Taschenbuch-Verlag 1984, (Reihe: Fischer alternativ, Programmschwerpunkt Perspektiven), ISBN 3-596-24170-7.